# Bible Adventures
Bible Adventures är ett datorspel, ursprungligen utgivet till MS-DOS i januari 1991. Det utvecklades och utgavs av Wisdom Tree.

## Handling
Spelet, vars upplägg inspirerats av Super Mario Bros. 2, är baserat på tre berättelser ur Gamla testamentet, Noaks ark, Moses i vassen och David och Goliat. Bibeltexterna är baserade på New International Version.

### Fotnoter
1. ↑  ”Bible Adventures” (på engelska). Mobygames. 16 mars 1991. http://www.mobygames.com/game/bible-adventures. Läst 20 december 2015.